# Pression acoustique
La pression acoustique est la valeur efficace, sur un intervalle de temps donné, de l'amplitude de la variation rapide de la pression atmosphérique qui cause une impression sonore. L'unité SI pour la pression est le pascal (équivalent au N/m², symbole : Pa) ;  cette unité s'applique à la pression acoustique. Cette définition est celle de l'électroacoustique.
Les physiciens préfèrent définir la pression acoustique comme la valeur instantanée de la différence entre la pression et la pression du milieu au repos (quel que soit celui-ci), qui obéit aux lois de l'acoustique.
Les variations de la pression atmosphérique capables de causer une sensation auditive peuvent s'analyser en fréquences allant de quelques hertz (unité représentant le nombre de cycles par seconde, abréviation Hz) à plusieurs milliers de hertz. Les vibrations de l'air suivent les mêmes lois physiques, qu'elles soient audibles ou non (ultrasons), aussi l'acoustique fait de l'étude de la mécanique de la transmission des vibrations et de l'étude de l'impression auditive que celles-ci provoquent deux domaines distincts, respectivement, l'acoustique physique et la psychoacoustique.
La variation de pression correspondant aux ondes sonores est d'ordinaire très petite par rapport à la pression atmosphérique (statique). Une personne parlant normalement produit une pression acoustique de l'ordre de 0,1 pascal (Pa) à un mètre de distance, un million de fois moins que la pression atmosphérique moyenne au niveau de la mer (100 000 Pa).
Cependant, la pression acoustique développe au contact d'une paroi une puissance qui permet de fabriquer des transducteurs, dans lesquels la force que produit la pression acoustique déforme une membrane conçue spécialement à cet effet, exposée sur une de ses faces à l'espace sonore, tandis que l'autre face donne sur un espace isolé des variations rapides qui conserve la pression atmosphérique moyenne. Le phonautographe et les premiers phonographes utilisaient directement cette puissance mécanique pour graver un support de cire ou mouvoir une pointe traceuse sur un papier. Les microphones la convertissent en courant électrique. Dans l'oreille, un délicat assemblage de membranes, de petits os et de cellules cillées transforme cette même puissance en influx nerveux, à la base de la perception sonore.
Les notions exposées dans cet article pour l'air sont transposables à tout autre fluide, l'eau en particulier. L'acoustique sous-marine joue un rôle important dans l'écosystème marin et a des applications technologiques telles que le sonar.

## Usage
La pression acoustique est la grandeur physique la plus simple qui soit corrélée à la sensation de puissance ou de volume sonore (sonie) : les sons considérés comme forts correspondent à des pressions acoustiques élevées, et si, toutes autres appréciations étant égales par ailleurs (grave ou aigu, percussif ou continu, etc.), un son devient plus fort, c'est que la pression acoustique correspondante augmente, et inversement, si le son faiblit alors que ses autres qualités demeurent identiques, c'est que sa pression acoustique diminue.

### Quantification de  la sensation sonore
Les disciplines qui doivent quantifier le son, c'est-à-dire faire correspondre à un lieu un nombre qui représente la force de la perception sonore à cet endroit se basent sur l'évaluation de la pression acoustique.
Les études d'acoustique architecturale comme les techniques en rapport avec la  sonorisation, se préoccupent des moyens nécessaires pour utiliser le son comme moyen de communication. La quantification du son leur est nécessaire pour comparer des situations diverses et les moyens nécessaires pour atteindre leurs objectifs.
Les études d'acoustique environnementale ont leur origine dans les plaintes de personnes estimant que le son qui leur parvient est une nuisance, voire une atteinte à leur santé. Ces plaintes donnent lieu à des litiges. Pour assurer l'équité, ceux-ci doivent être réglés sur la base de mesures permettant de comparer les situations entre elles. Ces mesures interviennent assez tard dans la constitution des litiges, et limitent la multiplication des contestations.
Toutefois, le rapport entre pression acoustique et sensation sonore est loin d'être simple et direct, et fait l'objet d'un champ entier d'études qui répondent aux différentes façons d'appréhender le son, soit comme instrument de plaisir et de communication, soit comme élément de gêne.

### Champ de pression acoustique
La pression acoustique variant d'un endroit à un autre, selon la propagation des ondes sonores, on peut associer à chaque point de l'espace une valeur. Cette propriété fait de l'espace sonore un champ qui obéit à des équations générales issues des équations de Navier-Stokes ou d'Euler.

## Physique

### Pression acoustique instantanée
La valeur de la variation de pression est appelée pression acoustique instantanée. On la note souvent {\displaystyle p'}, par opposition à {\displaystyle p}, qui représente la pression absolue instantanée.
La pression acoustique oscille autour de la pression ambiante {\displaystyle \textstyle P_{a}} (la pression atmosphérique dans le cas de l'air). La notion de pression acoustique instantanée comporte une notion de différenciation implicite. On considère les variations autour d'une pression stable ; la pression atmosphérique variant, il s'agit de l'intégration des pressions sur une certaine période {\displaystyle t_{i}}.
En un point donné, on écrit :
Il faut choisir {\displaystyle \tau } de façon à déterminer une fréquence en dessous de laquelle la variation de pression ne fait pas partie de la pression acoustique. En général, le transducteur qui sert à effectuer la mesure effectue la différenciation : les microphones ne sont pas des baromètres, même si tous deux transforment la pression en une autre grandeur.

### Puissance acoustique
À travers une surface perpendiculaire à la direction de propagation, une onde sonore sinusoïdale développe une puissance proportionnelle à l'aire et au carré de l'amplitude de la pression acoustique
{\displaystyle P=S{\frac {p_{\max }^{2}}{2\,\rho _{0}\ c_{0}}}\;,}
où :
- {\displaystyle S} est la surface de la paroi ;
- {\displaystyle p_{\max }} est l'amplitude du signal de pression acoustique ;
- {\displaystyle \rho _{0}} est la masse volumique de l'air, égale à 1,293 kg/m3 aux conditions normales de température, d'humidité et de pression atmosphérique ;
- {\displaystyle c_{0}} est la vitesse du son, égale à 343 m/s dans les mêmes conditions.

Au contact d'une paroi, la pression exerce une force qui déforme la paroi. Le produit de cette déformation par la pression et l'aire est une puissance transmise à la matière de l'objet, tandis que le reste de la puissance acoustique est réfléchie.
soit une membrane de microphone de diamètre 25 mm atteint par une onde sonore perpendiculaire avec une pression acoustique efficace de 1 Pa. L'aire de la paroi est de 5 × 10−4 m2, la puissance acoustique sur l'aire de la membrane est de 1,2 µW.
Toute la puissance transmise par les microphones dynamiques vient de la vibration sonore. Si le fabricant annonce, pour ce micro, une efficacité de 2 mV hors charge pour 1 Pa avec une impédance de 200 ohms, celui-ci peut délivrer au maximum une puissance de 0,005 µW sous forme de signal électrique décrivant l'onde sonore.
Dans cette application, on s'intéresse plus à un transfert correct de l'onde acoustique en signal électrique qu'au rendement de la conversion.

### Pression acoustique efficace (RMS)
Pour un signal de forme quelconque la puissance sur l'intervalle de temps  {\displaystyle \tau }  est obtenue par intégration du signal sur cette durée :
{\displaystyle P={\frac {S}{\rho _{0}c_{0}\tau }}\int _{o}^{\tau }p(t)^{2}\mathrm {d} t}
La valeur efficace du signal de pression sur cet intervalle est définie par :
{\displaystyle p_{\mathrm {eff} }^{2}={\frac {1}{\tau }}\int _{o}^{\tau }p(t)^{2}\mathrm {d} t}
La puissance sur l'intervalle de temps choisi est donc :
{\displaystyle P=S{\frac {p_{\mathrm {eff} }^{2}}{\rho _{0}\ c_{0}}}}
Pour les mesures de niveau sonore, on s'intéresse moins aux valeurs de la pression sonore instantanée qu'à la puissance que les ondes sonores peuvent mobiliser, dont dépendent les effets du son, notamment sur l'oreille. C'est donc cette puissance, proportionnelle au carré de la pression acoustique, qui sert pour évaluer le niveau sonore.
Cette intégration du carré de la pression instantanée est effectuée le plus souvent par un simple circuit électronique intégrateur. Le temps d'intégration doit être suffisamment long : plusieurs fois la période de la plus basse fréquence envisagée pour la pression acoustique instantanée.

## Perception
Dans les applications de communication humaine (téléphone, musique, audiovisuel), on prend en considération les fréquences de 20 Hz à 20 000 Hz, couvrant assez largement la sensibilité de l'oreille humaine.
- La valeur efficace de la pression acoustique des sons les plus ténus que l'oreille humaine soit capable de percevoir est de quelques dizaines de micropascals pour une plage de fréquences autour de 1 500 Hz.
- Les sons les plus forts, comme ceux de sirènes, de tirs ou d'explosion, atteignent plusieurs dizaines de Pa, avec des dégâts irréversibles pour l'audition.

Plutôt qu'une pression acoustique brute en pascals, on communique couramment le niveau de pression acoustique par rapport à une pression acoustique de référence en décibels, le plus souvent avec une pondération en fréquence.
Le niveau de pression acoustique (sound pressure level - SPL) repère la valeur efficace de la pression acoustique par rapport à une valeur de référence valant 20 μPa. Plutôt que le rapport brut, on utilise le décibel, qui représente dix fois son logarithme décimal. Cette représentation simple utilise des nombres entiers. Un décibel (une variation de 12 %) représente à peu près la plus faible variation de pression acoustique que les humains puissent distinguer ; le niveau de référence correspond à la pression acoustique d'une onde sonore dont l'intensité acoustique est de 1 pW/m2, d’un son un peu plus ténu que le plus faible que l'oreille humaine puisse percevoir. On obtient ainsi un repère pratique où tous les niveaux sont des nombres positifs, et se passent de décimales. Par convention, le niveau de pression acoustique se désigne par {\displaystyle L_{p}} et vaut :
{\displaystyle L_{p}=10\,\log _{10}\left({\frac {{p_{\mathrm {eff} }}^{2}}{{p_{\mathrm {\text{réf}} }}^{2}}}\right)=20\,\log _{10}\left({\frac {p_{\mathrm {eff} }}{p_{\mathrm {\text{réf}} }}}\right)}   [ en {\displaystyle {\mbox{dB}}} ], 
où {\displaystyle p_{\mathrm {\text{réf}} }=20\;\mu {\text{Pa}}} est la pression sonore de référence, et {\displaystyle p_{\mathrm {eff} }} est la valeur efficace (RMS sound pressure level) mesurée.
Dans la littérature sur le sujet on trouve des valeurs exprimées en néper obtenues en remplaçant le logarithme décimal par un logarithme népérien :
{\displaystyle L_{p}=20\,\ln \left({\frac {p_{\mathrm {eff} }}{p_{\mathrm {\text{réf}} }}}\right)}   [ en {\displaystyle {\mbox{Np}}} ], 
- Une pression acoustique efficace de 1 Pa se dira plus couramment de 94 dB SPL. Si elle augmente jusqu'à 1,12 Pa, on dira qu'elle est passée à 95 dB SPL ;
- Une pression acoustique efficace de 0,02 Pa s'exprime comme 60 dB SPL, et si elle augmente de 12 %, comme la précédente, pour se trouver à 0,022 4 Pa, on dira qu'elle a augmenté de 1 dB jusqu'à 61 dB SPL.

D'autres applications, comme l'hydrophonie, l'exploration par ultrasons, l'étude des vibrations des matériaux, ont d'autres références.
Dans le milieu liquide, un niveau de référence de 1 µPa est plus souvent utilisé. Ces références sont définies par la norme ANSI S1.1-1994.

### Pression acoustique et impression sonore ousonie

Courbes isosoniques

L'oreille humaine est plus sensible à certains types de sons qu'à d'autres. L'impression de volume sonore dépend largement de la fréquence. De nombreux chercheurs ont établi des courbes de sensibilité aux sons purs. Ces courbes déterminent la pondération en fréquence de la pression acoustique pour obtenir des phones, unité de sonorité perceptive (sonie ou bruyance). À cet effet se combinent :
- la sensibilité par bandes, qui fait que lorsqu'un son est composé de plusieurs bandes de fréquence, celle qui a la plus forte pression acoustique contribue plus que les autres à l'impression sonore ;
- l'effet de masque, qui fait qu'un son qui représente effectivement de la pression acoustique ne participe pas à l'impression de volume, parce qu'un autre, plus fort et situé dans la même bande de fréquence, empêche de le percevoir ;
- les effets temporels, qui font qu'un son paraît moins fort quand sa durée n'atteint pas un certain seuil ;
- l'acoustique du local d'écoute influe sur le niveau sonore perçu ; on ne ressent pas avec la même force un son diffus et un autre, identique en timbre et en pression acoustique, provenant d'une source définie.

L'établissement d'une mesure psychoacoustique de la sonorité relève d'études spécialisées.